# Iván Píriev
Iván Aleksándrovich Píriev (en ruso: Ива́н Алекса́ндрович Пы́рьев, Kamen, 17 de enero de 1901 - Moscú, 7 de febrero de 1968) fue un director de cine soviético, Artista del pueblo de la URSS (1948).

## Biografía
Iván Píriev nació el 17 de enero de 1901 en el seló de Kamen, actual Kamen-na-Obí, por entonces en el territorio del uyezd de Barnaúl de la gubernia de Tomsk, hoy krai de Altái. En 1923, acabó sus estudios de actor y director de escena en los Talleres Estatales Experimentales de Teatro (GEKTEMAS). Desde 1921, era actor en el 1.er Teatro de los Trabajadores del Proletkult. Trabajó en la obra de Serguéi Eisenstein Meksikanets (El mexicano) y en Les (El bosque) de Vsévolod Meyerhold.
En 1925, comenzó a trabajar en el cine. Desarrolló su actividad como guionista y director en los estudios Goskinó, Proletkinó y Soyuzkinó (luego Mosfilm). Desde 1926, trabaja como ayudante de dirección en las películas de Yuri Tárich. Fue autor y coautor de los guiones de Otórvannyie rukavá, Tókar Alekséiev, Budte takimi, Perepoloj, Tretia mólodost, Peregón smerti. Ganó popularidad con sus comedias musicales Bogátaya nevesta, Traktoristy, Svinarka i pastuj, Kubánskiye kazakí, los musicales románticos V shest chasov véchera posle voiný y Skazániye o zemlé Sibírskoi. En todas estas películas participó su mujer Marina Ladýnina. Entre 1954 y 1957, ocupó el cargo de director del estudio Mosfilm y entre 1957 y 1965 fue presidente de la Unión de Cineastas de la URSS, de la que fue miembro fundador. De este periodo cabe destacar sus adaptaciones de las obras de Fiódor Dostoyevski El idiota (1958) y Los hermanos Karamázov (1969, póstuma). Fue diputado del Sóviet Supremo de la Unión Soviética.
El director estaba enfermo del corazón, tras varios infartos, murió el 7 de febrero de 1968. La película Los hermanos Karamázov fue finalizada por los intérpretes de los papeles principales Kiril Lavrov y Mijaíl Uliánov. Fue enterrado en el cementerio Novodévichi de Moscú.

## Premios y nominaciones
Premios Óscar
| Año  | Categoría                          | Película               | Resultado |
| ---- | ---------------------------------- | ---------------------- | --------- |
| 1969 | Mejor película de habla no inglesa | Los hermanos Karamazov | Nominado  |

- Premio Stalin (1941) por la película Traktoristy (1939)
- Premio Stalin (1942) por la película Svinarka i pastuj (1941)
- Premio Stalin (1943) por la película Sekretar raikoma (1942)
- Premio Stalin (1946) por la película V shest chasov véchera posle voiný (1944)
- Premio Stalin (1951) por la película Kubánskiye kazakí (1949).
- Premio del Consejo Mundial de la Paz por el documental My za mir (1951)
- Orden de Lenin (1938, 1948)
- Orden de la Bandera Roja del Trabajo (1944, 1950, 1951, 1961)
- Artista del pueblo de la URSS (1948)
- Premio especial del jurado de Federación Cinológica Internacional (1969)

## Filmografía
- 1929 — Postorónniaya zhénschina ("La mujer extraña")
- 1930 — Gosudártvenni chinóvnik ("El funcionario público")
- 1933 — Konvéyer smerti (Tovar ploschadéi) ("La cadena de la muerte" o "Mercancía de plazas")
- 1936 — Partiyni bilet ("El carnet del partido")
- 1937 — Bogátaya nevesta ("La novia rica")
- 1939 — Traktoristy ("Tractoristas")
- 1940 — Liubímaya dévushka ("La muchacha querida")
- 1941 — Svinarka i pastuj ("La porquera y el pastor")
- 1942 — Sekretar raikoma ("El secretario del comité del distrito")
- 1944 — V shest chasov véchera posle voiný ("A las seis de la tarde después de la guerra")
- 1948 — Skazániye o zemlé Sibírskoi ("Historia de la tierra de Siberia")
- 1949 — Kubánksiye kazakí ("Cosacos de Kubán")
- 1951 — My za mir ("Estamos por la paz", con Joris Ivens)
- 1954 — Ispytániye vérnosti ("La prueba de fidelidad")
- 1958 — Idiot ("El idiota")
- 1959 — Bélye nochi ("Noches blancas"). Guionista.
- 1960 — Sovershenno seriozno ("Completamente en serio")
- 1962 — Nash obschi drug ("Nuestro amigo común"). Guionista junto con Vladlén Lóguinov.
- 1964 — Svet daliokoi zvezdý ("Luz de la estrella lejana")
- 1968 — Bratia Karamázovy ("Los hermanos Karamázov"). Guionista y director.